# Brouwerij Marie-Joseph
Brouwerij Marie-Joseph of Brouwerij Vandenberghe is een voormalige brouwerij te Adinkerke, een deelgemeente van De Panne en was actief vanaf 1870.
De brouwerij werd in 1870 opgericht door Carolus Vandenberghe en lag langs de Duinkerkevaart. Een brouwsel volstond voor twee weken. Het bier werd alleen op vaten getrokken omdat er nog geen systeem beschikbaar was om het op flessen te trekken. Het was enkel bestemd voor verkoop in de nabije omgeving.